# Lernpfad (Schule)
Lernpfade sind strukturierte Wege durch eine Reihe von aufeinander abgestimmten Arbeitsaufträgen, mit denen Schüler selbständig und eigenverantwortlich arbeiten und üben können, sowohl im Unterricht als auch zu Hause.
Oft wird Wert dabei auf die Selbstkontrolle der Lernenden gelegt. Dies geschieht zum Beispiel durch die Integration von interaktiven Applets, Lernspielen oder durch versteckte Lösungen. Diese Rückkopplungsvarianten ermöglichen eigenständiges und reflektiertes Lernen.
Ein wesentlicher Vorteil bei Lernpfaden ist, dass der Schüler in seinem eigenen Tempo arbeiten kann und dadurch auch Verantwortung für sein Lernen übernimmt. Lernpfade bieten zahlreiche Möglichkeiten der Differenzierung und eignen sich auch für forschendes Lernen und offenen Aufgabenstellungen.
Ein Lernpfad kann kurz sein, ein „15-Minuten Häppchen“. Der Schüler kann sich aber auch durch ein „Mehr-Gänge-Menü“ durcharbeiten.